# Core Design
Core Design var ett brittiskt företag som utvecklade dator- och TV-spel. Företaget grundades 1988 under namnet Megabrite men bytte namn till Core Design samma år. Core Design är mest känt för spelserien Tomb Raider. Företaget köptes upp av Eidos Interactive 1996. Företagets tillgångar är sedan 2006 sålda till Rebellion Developments som 2010 fasade ut företaget.

## Spel i urval
- Asterix and the Great Rescue
- Asterix and the Power of the Gods
- Banshee
- Battlecorps
- BC Racers
- Bubba 'n' Stix
- CarVup
- Chuck Rock
- Corporation
- Curse of Enchantia
- Fighting Force
- Fighting Force 2
- Firestorm : Thunderhawk 2
- Free Running
- Heimdall
- Hook
- Herdy Gerdy
- Impossamole
- Jaguar XJ220
- Project Eden
- Rick Dangerous
- Rick Dangerous 2
- Saint and Greavsie
- Soulstar
- Shellshock
- Skeleton Krew
- Skidz
- Switchblade
- Thunderhawk
- Tomb Raider (1 - 6)
- Universe
- War Zone
- Wolfchild
- Wonder Dog